# リバティーリゾート大東温泉
リバティーリゾート大東温泉（りばてぃーりぞーとだいとうおんせん）は、日本の日帰り温泉施設。株式会社リバティーが運営する。

## 概要
静岡県掛川市に立地する日帰り温泉施設である。旧大東町が掘り当てた源泉から湧いた、天然温泉を利用している。ジャングルをイメージした建物の中に、露天風呂や内風呂などさまざまな風呂が設けられている。また、レストランやホテル、コテージなどの併設を計画している。

## 沿革
掛川市の日帰り温泉施設である掛川市健康ふれあい館（大東温泉シートピア）は、利用者の減少や老朽化が進み、多額の市費を投入して運営を継続する状況が続いていた。そのため、民間事業者による創意工夫を活かした再建に期待し、2020（令和２）年、民間譲渡が決定した。2021（令和3）年1月22日から掛川市健康ふれあい館の民間譲渡に関する公募が行われ、2021（令和３）年3月2日に株式会社リバティーへの譲渡が発表された。。
2021（令和3）年4月に株式会社リバティーに譲渡され、施設が移管された。2021年4月24日に「リバティーリゾート大東温泉」として開業した。

## 設備
- 天然温泉
- カフェ
- リラクゼーション施設

## アクセス
- しずてつジャストライン掛川大東浜岡線「三久」停留所から徒歩約21分。（東海道新幹線・JR東海道線・天竜浜名湖線掛川駅から浜岡営業所行バスで約35分。）